# Nejlepší statistika +/− na ZOH
Nejlepší statistika +/− na ZOH je udělované ocenění pro hráče s nejlepším hodnocením +/− na ZOH (do tohoto hodnocení se započítávají situace při přesilové hře, kdy je hráč na ledě a dojde ke vstřelení branky. Je-li hráčem oslabeného týmu, získává bod plus, ale pokud je součástí týmu majícího přesilu, dostane bod minus).
| Rok                         | Vítěz                                   | Hodnocení |
| ZOH 2002                    | Chris Chelios Joe Sakic Alexej Kovaljov | +6        |
| ZOH 2006                    | Pavol Demitra                           | +10       |
| ZOH 2010                    | Ryan Suter Jonathan Toews               | +9        |
| ZOH 2014                    | James van Riemsdyk                      | +7        |
| ZOH 2018                    | Vjačeslav Vojnov                        | +9        |
| ZOH 2022                    | Teemu Hartikainen                       | +8        |
| Zdroj na eliteprospects.com |                                         |           |